# Šlapánov
Šlapánov je vesnice v okrese Benešov, je součástí obce Zvěstov. Nachází se 1 km na jih od Zvěstova. Je zde evidováno 22 adres.

## Historie
První písemná zmínka o vesnici pochází z roku 1318.

## Pamětihodnosti
Původně pozdně románský kostel svatého Petra a Pavla. Věž byla přestavěna v roce 1873 a celý kostel obnoven po roce 1889.

## Galerie

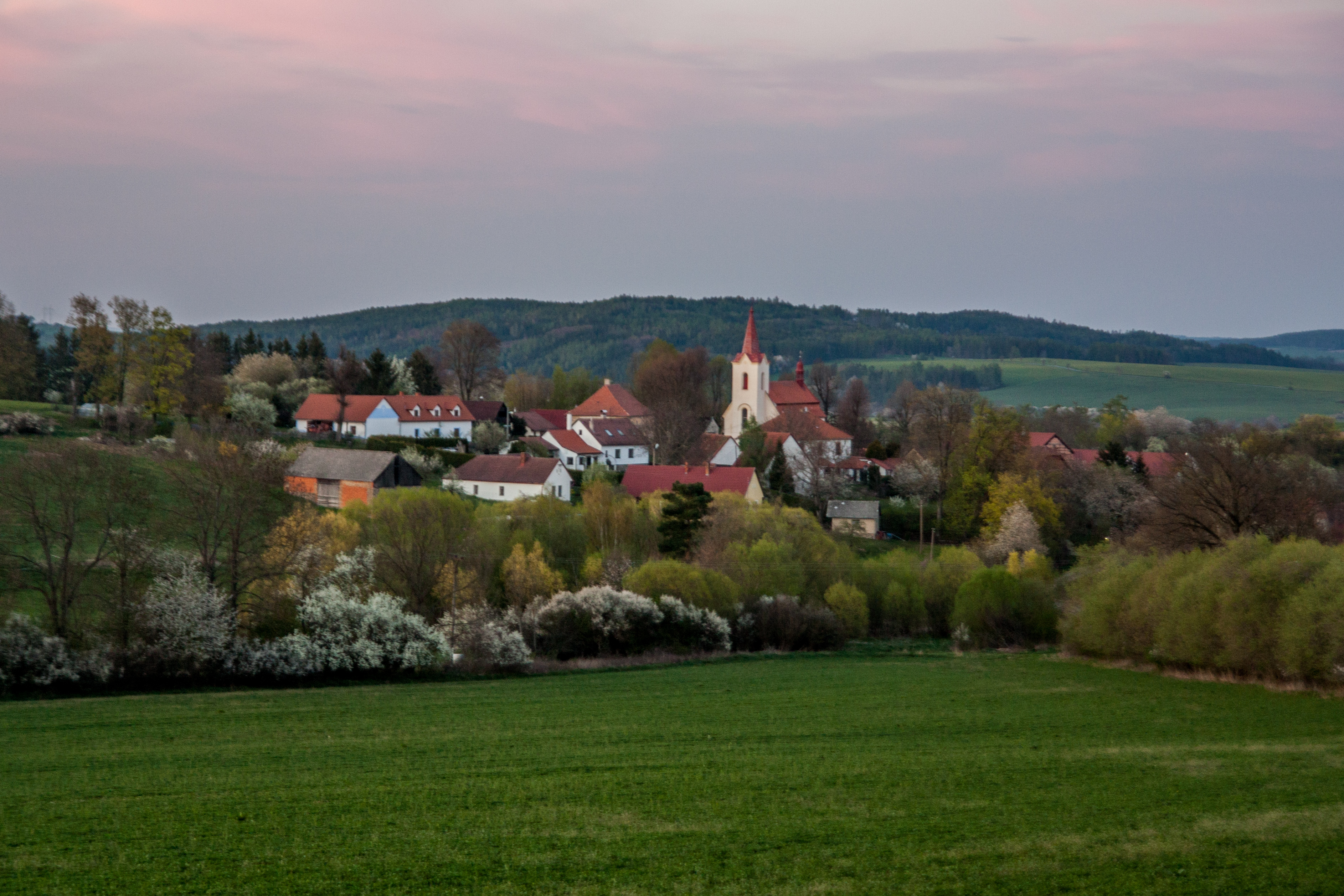
Pohled na Šlapánov na cestě od Hlohova (2019)
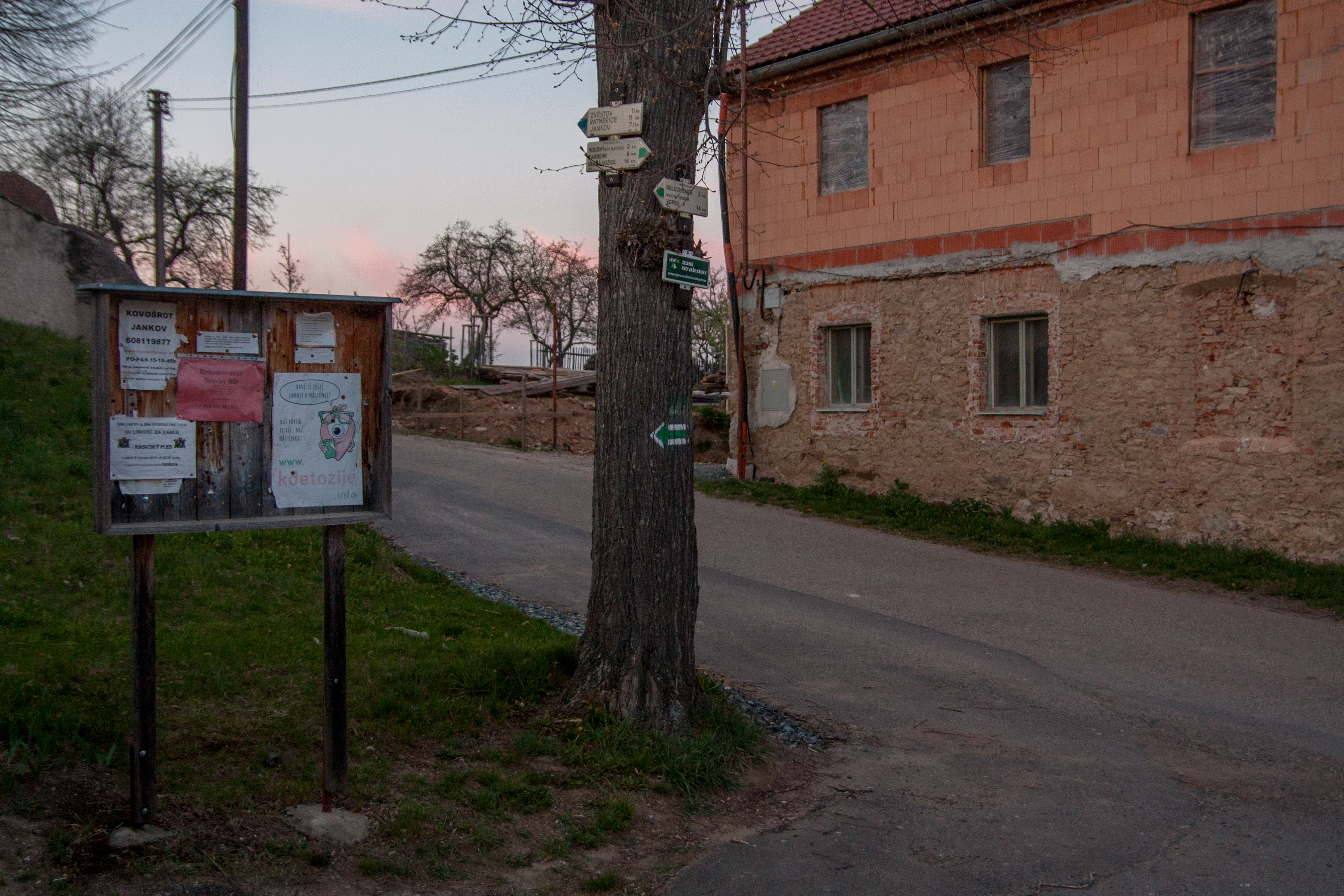
Turistický rozcestník a nástěnka (2019)
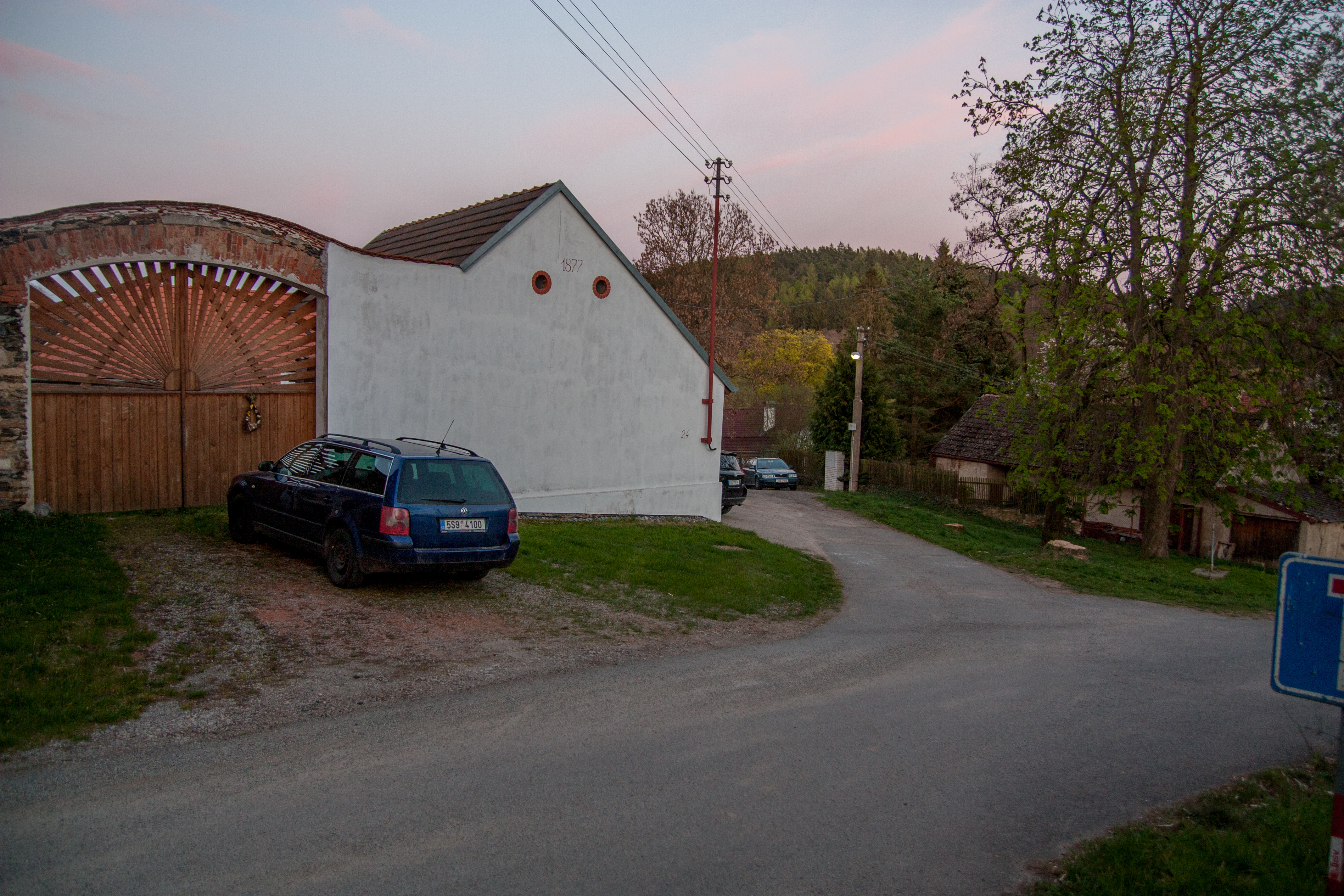
Ulice ve Šlapánově (2019)